# 美蘭駅
美蘭駅（びらんえき）は中華人民共和国海南省海口市に位置する中国国鉄海南東環鉄道の駅。海口美蘭国際空港と直結する海南島の玄関口の一つ。地下駅のため、通過列車には速度制限がかかる。ホームドア設置駅。

## 駅周辺
- ✈海口美蘭国際空港

## 歴史
- 2010年12月30日 - 海南東環鉄道開業とともに新設。
- 2015年12月30日 - 海南西環高速鉄道開通に伴い島内循環運転開始。

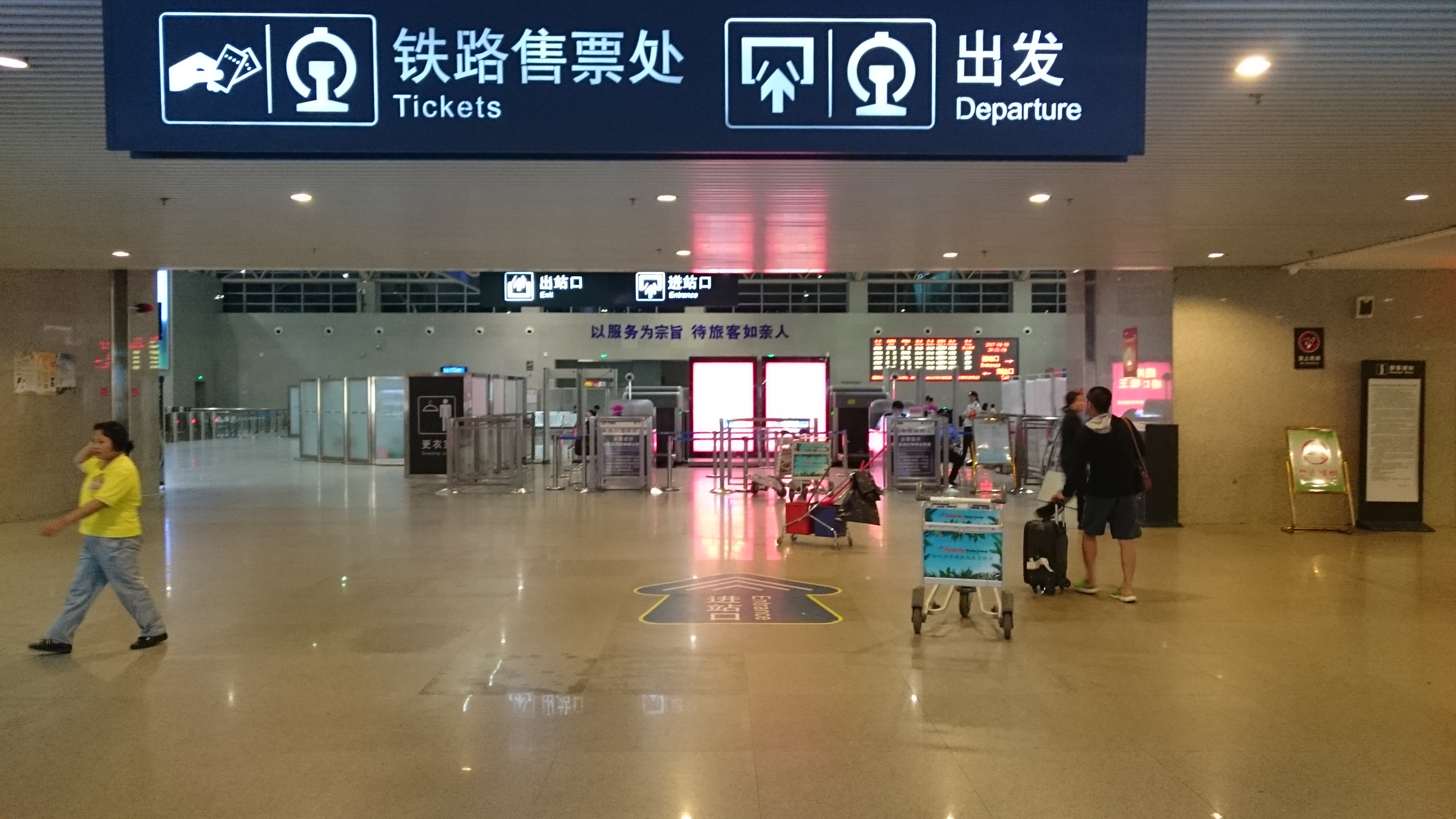
美蘭駅入口
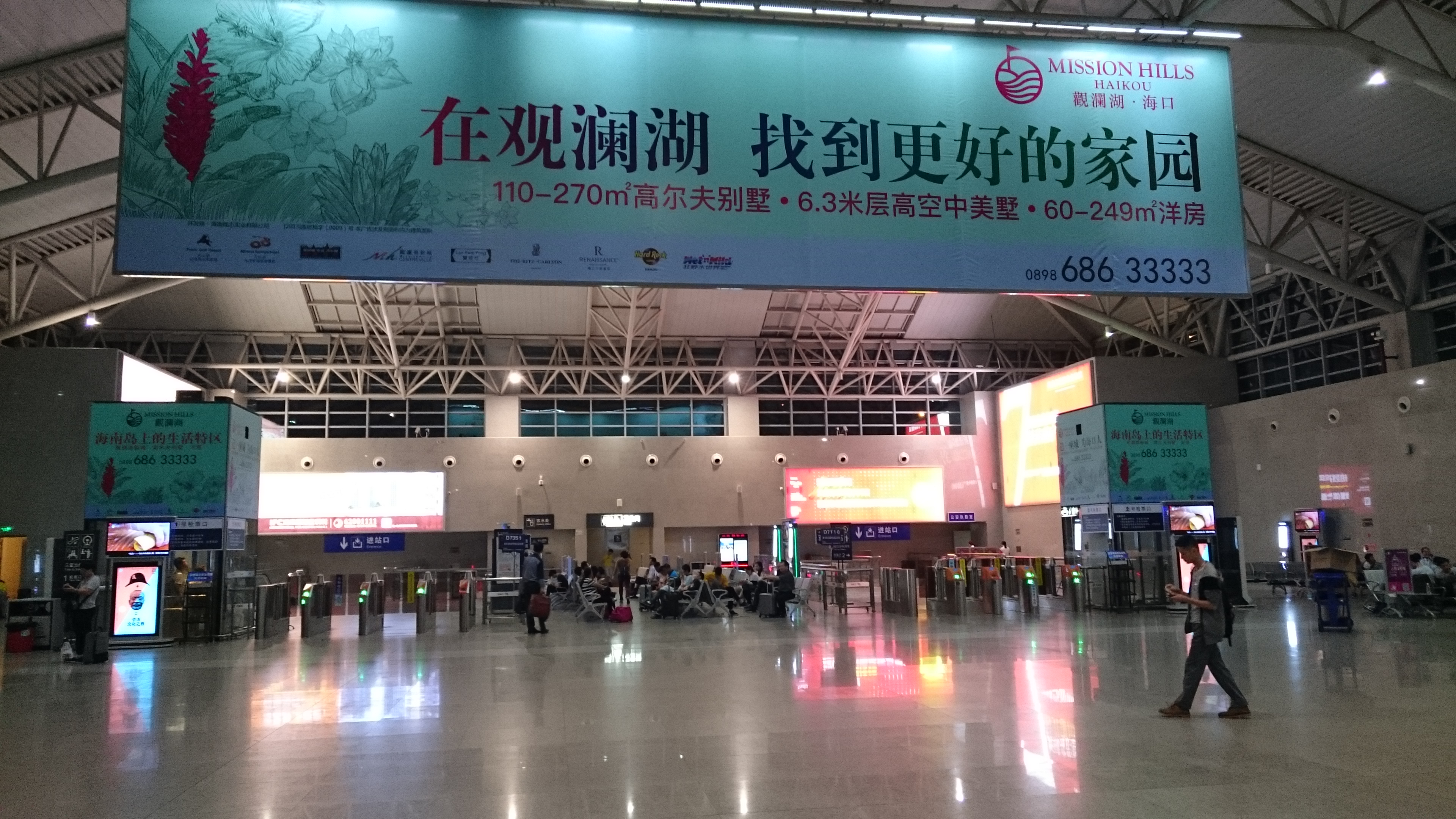
美蘭駅構内
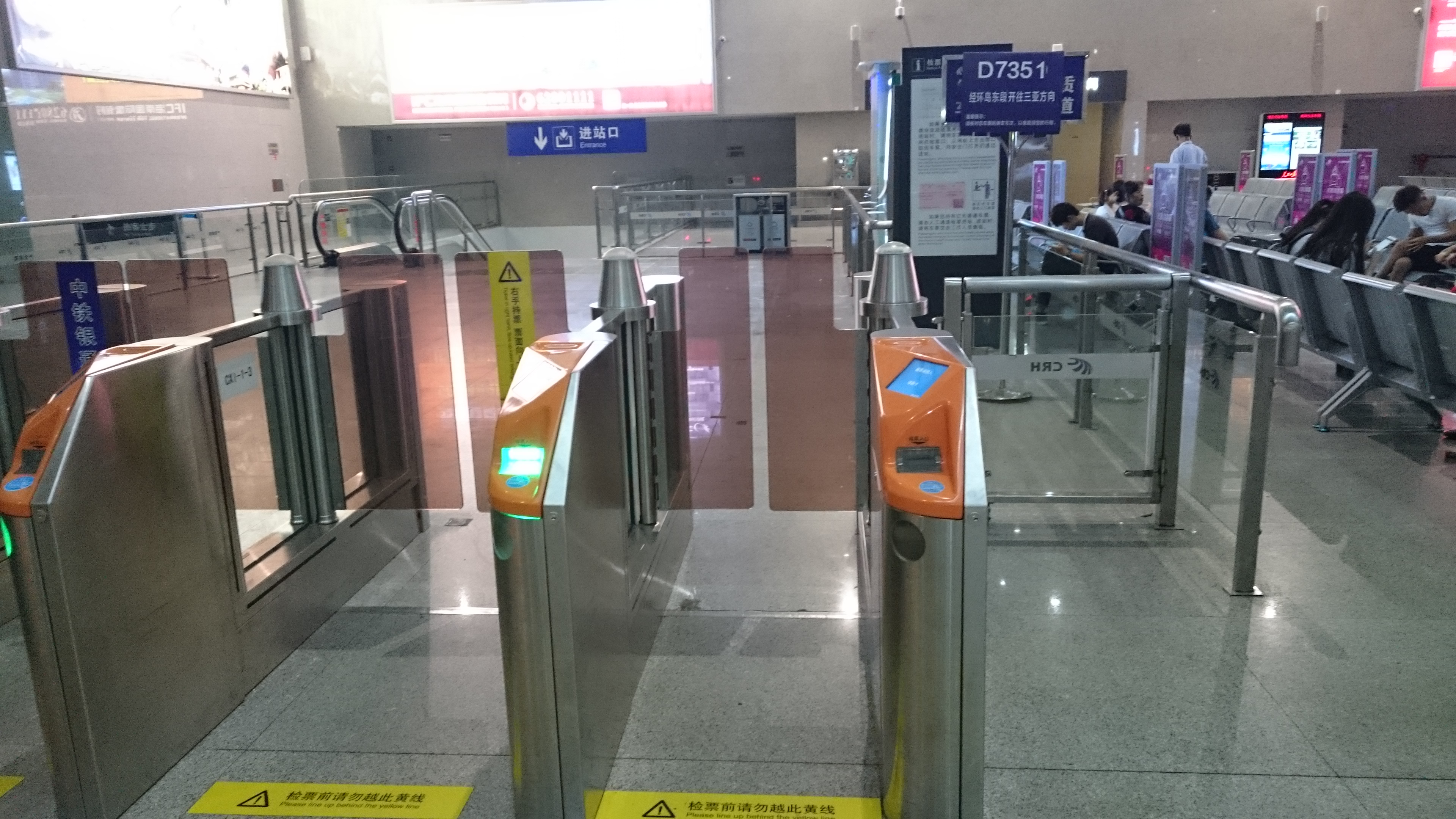
美蘭駅自動改札機
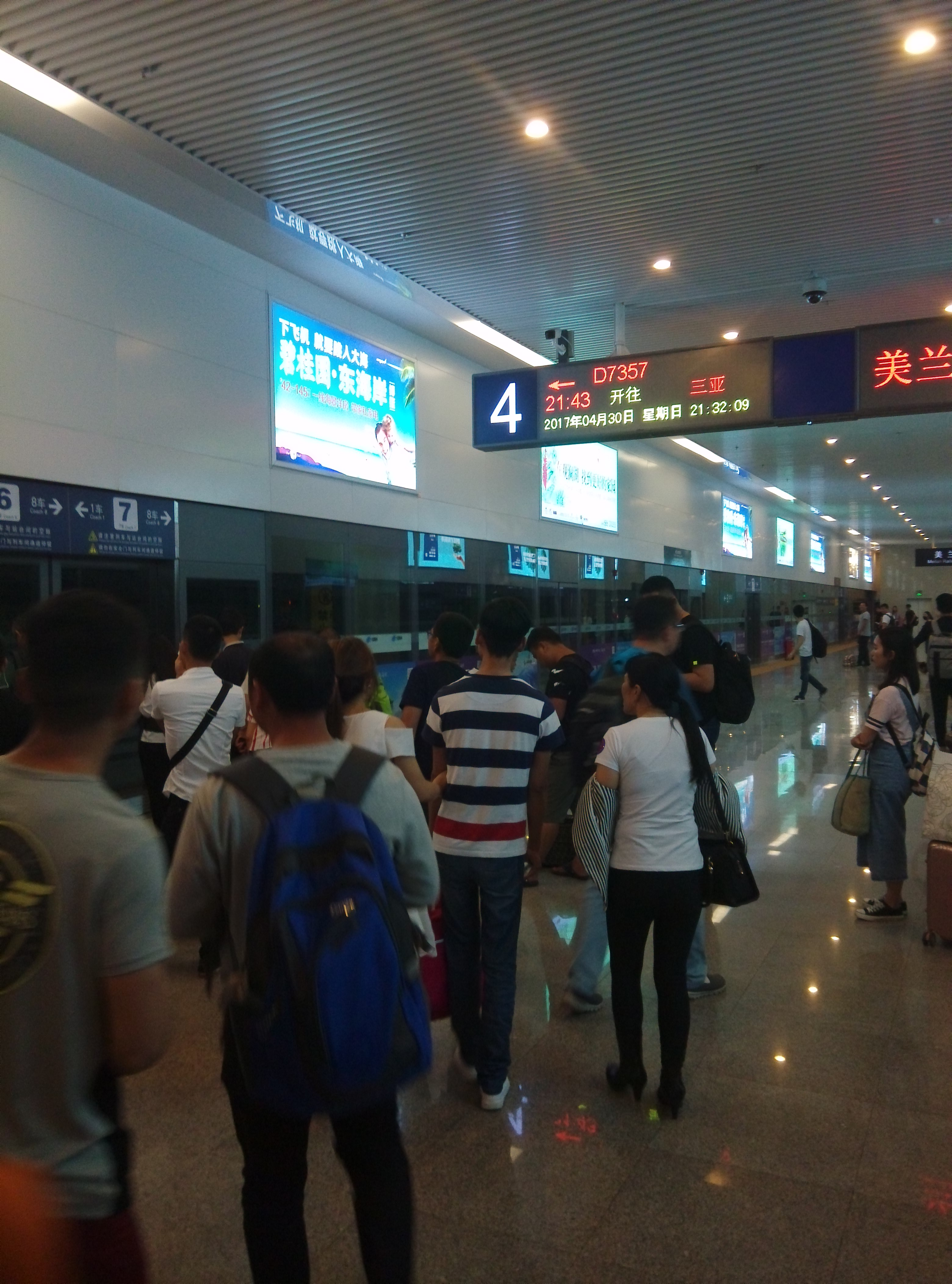
美蘭駅ホームドア

## 隣の駅
海南東環鉄道
高鉄
海口東駅 - 美蘭駅 - 文昌駅
都市内鉄道
海口東駅 - 美蘭駅